# MTV 클래식 (오스트레일리아)
MTV 클래식(MTV Classic, 구 VH1 Australia) 은 호주와 뉴질랜드 의 구독 TV 음악 채널 이었다. 1980년대부터 2000년대 음악을 집중적으로 다루는 채널이다. 이 채널은 2004년 3월 14일에 호주에서( VH1 로) 처음 시작되었으며 뉴질랜드에서는 2011년 6월 1일에 시작되었다. 2011년 7월 1일 MTV International 채널은 새로운 로고를 출시했다.
2016년 4월 1일에 채널이 폐쇄되었지만 결국 2017년 2월 27일 Fetch TV 플랫폼에서 다시 부활했다. 나중에 그해 12월 Sky 에서 부활했으며 2020년 7월 1일 Foxtel 에서 MAX를 대체하여 다시 출시되었다.
채널은 2020년 7월 1일 뉴질랜드에서 MTV 80s 로 대체되었고, 2023년 8월 1일 호주로 대체되었다.
MTV Classic"은 MTV Networks Australia가 소유하고 운영하는 호주의 케이블 및 위성 텔레비전 채널 중 하나이다. 이 채널은 주로 오래된 음악 비디오, MTV에서 인기를 얻었던 클래식한 프로그램, 공연 등을 방영하며, 주로 1980년대와 1990년대의 음악 씬에 중점을 둔다.
MTV Classic는 주로 음악과 관련된 프로그램을 제공하여, 시청자들에게 과거의 음악과 아티스트들을 회상하게 하는 채널로 알려져 있다. 클래식한 음악 비디오와 공연, MTV의 전통적인 프로그램들을 통해 음악 팬들에게는 특별한 즐거움을 제공할 수 있다.
채널의 일정, 프로그램, 특별 이벤트 등에 대한 최신 정보는 MTV Classic의 공식 웹사이트나 MTV Networks Australia의 웹사이트를 통해 확인할 수 있다.

## 역사

### VH1으로서
이 채널은 Foxtel 이 디지털 제품을 출시한 2004년 3월 14일 일요일에 처음 방송되었고 그 직후 Austar 와 Optus 에서도 방송되었다. 2006년 4월에는 호주 유료 TV 신인인 SelecTV 도 VH1을 방송하기 시작했다. 2008년에는 TransACT 및 Neighborhood Cable 에서 운송을 시작했다. 이 채널은 호주에서 운영되지만 주로 The Fabulous Life of... 그리고 유명인 기반의 다큐멘터리 Driven . VH1 웹사이트는 2006년 8월 3일에 공식적으로 시작되었다. 웹사이트는 MTV Australia 웹사이트의 형식을 어느 정도 따랐다. 여기에는 뉴스 섹션, 대회, 기능, 새로운 행위에 대한 정보 등이 포함되어 있다. 또한 Can't Get a Date 와 같은 프로그램에 대한 세부정보도 포함되어 있다. 웹사이트에서는 e-뉴스레터도 제공했다. 이 웹사이트는 유지관리를 위해 2007년 4월 폐쇄되었으며 11월까지 오프라인 상태였다. 2009년 8월 중순에 사이트는 단일 페이지에서 MTV 웹사이트의 미니 사이트로 확장되었다.
2006년 11월 25일 VH1은 시청자와 업계 구성원이 투표할 수 있도록 VH1 웹 사이트에 긴 노래 목록을 제공하는 호주의 가장 좋아하는 가사를 발표했다. 투표가 마감되자 목록은 상위 100위 카운트다운에 포함되었고 INXS는 그들의 노래 Never Tear Us Apart 로 1위 자리를 차지했다.
자매 채널인 MTV와 달리 이 채널은 여전히 대부분의 음악 프로그램을 방송했으며 VH1이 제작한 엔터테인먼트 프로그램은 MTV 또는 기타 채널에서 방영되었다.

### MTV Classic으로 재출시
2010년 2월 10일, MTV Australia 웹사이트를 통해 채널이 발표되었다. 호주의 MTV Networks는 VH1이 자매 채널인 MTV Australia보다 매주 더 적은 시청자를 확보하고 있음을 확인했다. 채널 출시의 일부에는 멜버른 Palace Theatre 에서 열린 연례 MTV Australia Awards를 대신하는 음악 이벤트가 포함되었다. 이 행사는 전 Guns N' Roses 기타리스트 Slash를 포함한 국내외 아티스트 라인업으로 구성되었다. The Buggles의 "Video Killed the Radio Star"는 채널에서 재생된 최초의 뮤직 비디오였다.
이 채널은 2010년 6월 출시 이후 호주 IPTV 서비스 Fetch TV를 통해 제공되었다
2010년 11월 23일, MTV Classic이 와이드스크린으로 방송을 시작했다.
이 채널은 2011년 6월 1일 뉴질랜드에서 Sky Television을 통해 시작되었다.
MTV Classic"은 MTV Networks Australia가 소유하고 운영하는 호주의 케이블 및 위성 텔레비전 채널 중 하나이다. 이 채널은 주로 오래된 음악 비디오, MTV에서 인기를 얻었던 클래식한 프로그램, 공연 등을 방영하며, 주로 1980년대와 1990년대의 음악 씬에 중점을 둔다.
MTV Classic는 주로 음악과 관련된 프로그램을 제공하여, 시청자들에게 과거의 음악과 아티스트들을 회상하게 하는 채널로 알려져 있다. 클래식한 음악 비디오와 공연, MTV의 전통적인 프로그램들을 통해 음악 팬들에게는 특별한 즐거움을 제공할 수 있다.
채널의 일정, 프로그램, 특별 이벤트 등에 대한 최신 정보는 MTV Classic의 공식 웹사이트나 MTV Networks Australia의 웹사이트를 통해 확인할 수 있다.

### Foxtel 서비스 중단
2013년 10월 29일, MTV는 Foxtel 플랫폼에서 더 많은 다양성을 제공하기 위해 2013년 초부터 Foxtel과 협력해 왔다고 발표했다. MTV Classic 및 MTV Hits는 각각 Foxtel Networks 채널 MAX 및 [V] Hits 와 동일한 청중을 위해 싸웠다. MTV Classic을 대체할 채널은 전 세계 댄스, 힙합, RnB 음악을 전문적으로 다루는 채널인 MTV Dance이다. 이는 MTV가 세 가지 다른 장르의 음악을 전문적으로 다루는 첫 번째 채널이다. MTV Classic 및 MTV Hits는 더 이상 Foxtel에서 제공되지 않지만 호주 IPTV 서비스인 FetchTV 와 뉴질랜드 유료 TV 제공업체인 Sky Television을 통해 계속해서 제공될 예정이다. 변경 사항은 2013년 12월 3일에 발생했다

### 뉴질랜드 채널 폐쇄
2015년 12월 1일, Sky Television은 MTV Classic (및 자매 채널 MTV Hits )을 현지화된 MTV Music 버전으로 대체했다.

### 폐쇄
2016년 2월 28일, Fetch TV( MTV Classic 의 마지막 통신사)는 Facebook 페이지를 통해 채널이 2016년 4월 1일에 폐쇄될 것이라고 발표했다

### 부흥과 최종 폐쇄
2017년 2월 27일, MTV Classic은 "대중적 수요"의 결과로 Fetch TV 플랫폼에서 부활했다. 채널 140에서 이용 가능하며 Fetch TV에서만 독점 제공되는 부활된 채널은 1980년부터 2000년까지의 록, R&B 및 팝 음악을 선보인다 스카이 TV 뉴질랜드도 2017년 12월 8일에 채널을 다시 추가할 예정이다 이것은 나중에 2020년 7월 1일에 Sky by MTV 80s 에서 다시 대체되었다
2020년 7월 1일, MTV Classic은 7년 만에 MAX를 대신하여 채널 804를 통해 Foxtel로 돌아왔다.
2023년 8월 1일, MTV Classic은 3년 전 뉴질랜드에서 그랬던 것처럼 호주의 Foxtel과 FetchTV에서 MTV 80s 로 대체되었다.

## VJ의
채널이 처음 시작되었을 때(VH1로) 2명의 방송 인재를 고용했지만 나중에는 주로 성우와 게스트 발표자로 운영되기 시작했다. 2명의 호스트는 다음과 같다. Zoe Sheridan : 제작을 지원한 프로젝트의 화려하고 섹시한 면 Inside Track 및 David Campbell : 호주 록 센세이션 Jimmy Barnes의 아들. David는 또한 호주, 미국, 영국에서 잘 팔린 히트 싱글 "Hope"로 차트 성공을 거두었으며, 취소될 때까지 Inside Track의 얼굴 중 한 명이기도 했다.

## 프로그램 작성
MTV Classic은 기존 MTV 시리즈뿐만 아니라 다양한 아티스트 관련 프로그램을 방송한다. 이 채널은 24~40세의 인구통계학적 연령층을 목표로 한다.

### 오리지널 프로그래밍(2010 - 2013)
- 음악 뒤에
- 연예인 데스매치
- 클래식 앨범
- 유명한 범죄 현장
- 가장 위대한
- MTV 언플러그드
- 더 오스본
- 스토리텔러
- 그 메탈 쇼

이 외에도 음악 다큐멘터리, 콘서트 특집 등을 자주 상영하고 있다.

#### ARIA 명예의 전당
MTV Classic은 ARIA 명예의 전당 시상식(2006년 8월 20일부터 방송)에 대한 권리를 보유한다. 명예의 전당은 1988년부터 ARIA 어워드의 중요한 부분을 차지해 왔다. 전통적으로 ARIA 시상식 기간 동안 열리면서 AC/DC, Dame Joan Sutherland, Olivia Newton-John, Johnny O'Keefe, Paul Kelly, John Farnham, INXS, Slim 등 다양한 범위의 아티스트가 명예의 전당에 입성했다. 더스티(Dusty), 지미 리틀(Jimmy Little) 외 다수.

#### MTV 호주 비디오 뮤직 어워드
2005년 3월 VH1은 MTV Australia Video Music Awards를 공동 방송했다. 후보에 오른 아티스트에 대한 사실을 알리는 것 외에도, 이 기간 동안 Cher에게 수여되는 VH1 Music First Award라는 특별상도 수상했다.

#### 내부 트랙
Inside Track은 국제적으로나 지역적으로 새로운 음악과 비디오를 선보였다. 지금까지 이전 호스트는 Jet, Darren Hayes, PJ Harvey, Lionel Richie, Olivia Newton-John 및 Chris Isaak 과 채팅했다.
- 카운트다운 - VH1은 ABC의 인기 음악 쇼 카운트다운의 전체 에피소드 반복과 음악 클립을 방송했다. 카운트다운 스페셜에는 라이브 공연과 인터뷰가 포함되었다.
- 가장 위대한
- The Meldrum Tapes - ABC가 제작한 Molly Meldrum 아카이브의 인터뷰 모음집으로 2008년 2월부터 방송되기 시작했다.
- 록퀴즈
- Top of the Pops - 2009년 8월 VH1은 오랫동안 지속되어온 영국 음악 쇼의 리패키징 및 편집 버전 상영을 시작했다.

### 부활 이후 프로그래밍(2017~2023)
이 모든 프로그램은 중단 없이 방송된다. 2020년 공식 부활 이후, 하루 중 대부분(카운트다운 제외) 동안 설정된 시간에 프로그래밍 블록을 포함하도록 일정이 새로워졌다. 프로그래밍 라인업은 VH1 Classic Europe 과 거의 완전히 동일하다.
- 70~80년대
- 90년대 및 2000년대
- 클래식 클락오프
- 플래시백 금요일 100
- 굿모닝 음악
- 메모리 레인
- 논스톱 클래식
- 파티 믹스
- 토요일 밤의 발열
- 일요일에 다시 알림
- 일요일 세션
- 슈퍼스타 스포트라이트
- 시대를 초월한 음악
- 시간을 되돌려
- 윈드백 트랙
- 주말 모닝콜
- 어제의 히트곡, 오늘의 히트곡

- MTV
- 클럽 MTV
- MTV 히트곡
- MTV 음악
- MTV 라이브
- 니켈로디언
- 닉 주니어